# Frank R. Seltzer
Frank R. Seltzer (Philadelphia, 21 december 1863 – aldaar, 25 juli 1924) was een Amerikaans componist, dirigent, muziekcriticus, kornettist en muziekuitgever.

## Levensloop
Seltzer behoorde als kornettist onder andere tot de Ellis Brook's Band en de Sousa Band. Van 1907 tot 1911 was hij solo-trompettist in het Philadelphia Orchestra. Voor de Jacob's Band Monthly schreef hij van 1916 tot zijn overlijden artikelen, die meestal over de kornet en het bespelen daarvan gingen. 
Hij schreef als componist werken voor harmonieorkesten.

## Composities

### Werken voor harmonieorkest
- 1895 The New Columbia March
- Royal Trumpeters March

## Publicaties
- Mark Fonder: The Patrick Conway Military Band School, 1922-1929, in: Journal of Research in Music Education, Vol. 40, No. 1 (Spring, 1992), pp. 62-79
- Michael Cwach: Two Examples of Czech-Americans’ Influence in American Popular Musical Culture in the Early Twentieth-Century:  Bohumir Kryl and J.S. Zamecnik, zie:
- Samuel A. Floyd, Jr.: Alton Augustus Adams: The First Black Bandmaster in the U. S. Navy, in: The Black Perspective in Music, Vol. 5, No. 2 (Autumn, 1977), pp. 173-187

- Virtual International Authority File: 41146095321000372440